# Biotopo Torbiera Wölfl
Biotopo Torbiera Wölfl este o arie protejată (arie specială de conservare — SAC, sit de importanță comunitară — SCI) din Italia întinsă pe o suprafață de 10 ha, integral pe uscat.

## Localizare
Centrul sitului Biotopo Torbiera Wölfl este situat la coordonatele 46°25′48″N 11°24′40″E / 46.4301°N 11.411°E.

## Înființare
Situl Biotopo Torbiera Wölfl a fost declarat sit de importanță comunitară în septembrie 1995 pentru a proteja 3 specii de animale. Situl a fost protejat și ca arie specială de conservare în noiembrie 2016.

## Biodiversitate
Situată în ecoregiunea alpină, aria protejată conține 3 habitate naturale: Turbării active, Mlaștini împădurite, Mlaștini oligotrofe degradate, capabile încă de regenerare naturală.
La baza desemnării sitului se află mai multe specii protejate:
- păsări (2): gușă vânătă (Cyanecula svecica), becațină comună (Gallinago gallinago)
- amfibieni (1): izvoraș-cu-burta-galbenă (Bombina variegata)

Pe lângă speciile protejate, pe teritoriul sitului au mai fost identificate 16 specii de plante, 2 specii de păsări, 1 specie de amfibieni.